# Gustav Rebling
Gustav Rebling   (Barby, 10 de juliol de 1821 - Magdeburg, 9 de gener de 1902) fou un organista i compositor alemany.
Era fill d'un cantor i a Dessau fou deixeble de Schneider de 1836 a 1839, va ser nomenat organista de l'església francesa de Magdeburg. El 1847 succeí a Mühling com a professor de música en el Seminari d'aquella ciutat de Saxònia-Anhalt, més tard fou director de cor de la catedral i professor de música del Liceu (1853), rebent el 1856 el títol de director de la Música Reial i des de 1858 fou organista de l'església de Sant Joan. El 1886 havia fundat una societat de cant religiós. Entre els seus alumnes de cant a Leipzig va tenir Emil Pinks, Henry Ernst. Prengué la seva jubilació en el professorat el 1897.
Va compondre salms, motets, amb acompanyament o sense, cançons, peces per a piano i orgue, una sonata per a violoncel, etc.